# Episodi di Doc Martin (decima stagione)
La decima e ultima stagione della serie televisiva Doc Martin, composta da 9 episodi, è stata trasmessa in prima visione assoluta nel Regno Unito sul canale ITV dal 7 settembre al 25 dicembre 2022.
In Italia, la stagione è stata trasmessa in prima visione assoluta  su Rai 3 dal 30 luglio ed interrotta il 10 settembre, per poi riprendere la visione degli ultimi tre episodi il 27, 28 e 29 dicembre 2023.
| Episodio | Titolo                           | Titolo in italiano         | Prima TV UK       | Prima TV Italia  |
| -------- | -------------------------------- | -------------------------- | ----------------- | ---------------- |
| 1        | I Will Survive                   | Nostalgia del passato      | 7 settembre 2022  | 30 luglio 2023   |
| 2        | One Night Only                   | Un nuovo inizio            | 14 settembre 2022 | 6 agosto 2023    |
| 3        | How Long Has This Been Going On? | Strane patologie           | 21 settembre 2022 | 13 agosto 2023   |
| 4        | Everlasting Love                 | State lontani dai pesci    | 28 settembre 2022 | 20 agosto 2023   |
| 5        | Fly Me to the Moon               | Visite inaspettate         | 5 ottobre 2022    | 27 agosto 2023   |
| 6        | Return to Sender                 | Un weekend movimentato     | 12 ottobre 2022   | 3 settembre 2023 |
| 7        | Love Will Set You Free           | Decisioni importanti       | 19 ottobre 2022   | 27 dicembre 2023 |
| 8        | Our Last Summer                  | Festa d'addio              | 26 ottobre 2022   | 28 dicembre 2023 |
| 9        | Last Christmas in Portwenn       | Last Christmas in Portwenn | 25 dicembre 2022  | 29 dicembre 2023 |